# Șepelivka, Semenivka
Șepelivka (în ucraineană Шепелівка) este un sat în comuna Ustîmivka din raionul Semenivka, regiunea Poltava, Ucraina.

## Demografie
Componența lingvistică a localității Șepelivka
     Ucraineană (95,45%)
     Rusă (3,41%)
     Polonă (1,14%)
Conform recensământului din 2001, majoritatea populației localității Șepelivka era vorbitoare de ucraineană (95,45%), existând în minoritate și vorbitori de rusă (3,41%) și polonă (1,14%).